# Закубањска равница
Закубањска равница (рус. Закубанская равнина), позната и као Прикубањска косина (рус. Прикубанская наклонная равнина) равничарско је подручје на југу Русије које се постепено спушта од северне подгорине Великог Кавказа ка левој обали реке Кубањ. Обухвата подручје на југу Краснодарске покрајине и на северу Републике Адигеје и миркроцелина је знатно пространије Прикубањске низије. Равница је благо нагнута у смеру север-југ и њена површина је испресецана бројним притокама Кубања које углавном теку у смеру севера. На северу се наставља на знатно пространију и равнију Кубањско-приазовску низију.
Закубањска равница је наплавна равница настала гомилањем моренских материјала са Кавказа (алувијалне глине, песак и шљунак) који су на површини прекривени млађим лесним наслагама. У вишим деловима неогени марински седименти прекривени су шљунковима. Надморске висине се крећу од 250 до 300 метара.
Северни део равнице који је природно био доста мочваран, градњом бројних канала и вештачких језера претворен је у обрадиве површине. Највећа вештачка језера су Краснодарско (420 km²), Шапсушко, Крјуковско и Варнавинско језеро. Међу бројним рекама које дисецирају ово подручје величином се истичу Лаба, Белаја, Псекупс, Пшиш, Апчас, Афипс и Адагум. 